# シーダー山の戦い
シーダー山の戦い（シーダーさんのたたかい、英:Battle of Cedar Mountain、またはスローターズ山の戦い、英:Battle of Slaughter's Mountain、シーダーランの戦い、英:Battle of Cedar Run）は、南北戦争の北バージニア方面作戦の緒戦として1862年8月9日に、バージニア州カルペパー郡で起こった戦闘である。ナサニエル・バンクス少将の指揮する北軍がシーダー山の近くで、ストーンウォール・ジャクソン少将の指揮する南軍を攻撃した。南軍はバージニア州中部に北軍が進行するのを食い止めるためにカルペパー・コートハウスに進軍していた。戦闘の初期段階では南軍が戦場から追い出されかかったが、その反撃で北軍の前線を破り、南軍勝利となった。

## 背景
6月26日、北軍ジョン・ポープ少将が新しく設定されたバージニア軍の指揮官に据えられた。ポープはその軍を北バージニアを横切る円弧状に配置した。その右翼はフランツ・シーゲル少将の指揮で、ブルーリッジ山脈のスペリービルに配陣し、中央はナサニエル・バンクス少将の指揮で、リトル・ワシントンにおり、左翼はアービン・マクドウェル少将の指揮で、ラッパハノック川沿いファルマスにあった。バンクス軍団の一部、サミュエル・クロウフォード准将の旅団とジョン・P・ハッチ准将の騎兵隊は、北軍前線の20マイル (32 km) 前、カルペパー・コートハウスに置かれていた。
南軍ロバート・E・リー将軍は、ポープ軍の配置に反応して、7月13日にストーンウォール・ジャクソン少将に14,000名の部隊を付けて、ゴードンスビルに派遣した。ジャクソン隊には後の7月27日にA・P・ヒル少将の師団10,000名が補強された。8月6日、ポープはゴードンスビルの鉄道結節点奪取を目指して、その軍隊を南のカルペパー郡に進めた。これはバージニア半島から撤退するジョージ・マクレラン少将の軍隊から南軍の注意を逸らす意図があった。
ジャクソンはこの脅威に対して、バージニア軍全軍がゴードンスビルの南軍に対峙する前に、ポープ軍の前衛であるバンクス隊を攻撃するという攻撃的な策を選んだ。バンクス隊を破れば、ゴードンスビルから26マイル (42 km) 北にあって北バージニアにおける北軍円弧の焦点であるカルペパー・コートハウスに移動し、ポープ軍が一体にならないようにしておけると期待した。こうすれば、ジャクソンがバレー方面作戦で行ったように、北軍軍団と個別に戦って撃破できると考えられた。ジャクソンは8月7日にカルペパーに向けて出発した。ビバリー・ロバートソン准将の騎兵隊が先遣隊として送られ、ラピダン川の浅瀬を守る北軍騎兵隊を片付け、南軍が北へ向かうときに左側面の脅威となるマディソン・コートハウスを占領することとされた。ロバートソンは8月8日にこの任務を簡単に片付けた。
ジャクソン軍のカルペパー・コートハウスへの進軍は、8月初旬のバージニアにおける厳しい熱波で遅らされ、ジャクソンの性格としてその作戦を秘密にして置いたので、その配下の師団長達は正確な進行経路について混乱させられた。このような状況でジャクソン軍の先頭は8月8日の夜までにわずか8マイル (13 km) 進んだだけだった。北軍の騎兵隊はロバートソンによって簡単に駆逐されてはいたが、直ぐにポープのところに戻り、南軍の進行について警告した。ポープがこれに反応して、シーゲルにはカルペパー・コートハウスへ向かいバンクス隊を支援すること、バンクスにはカルペパー・コートハウスの7マイル (11 km) 南にあるシーダーランの上の尾根で防御線を張るよう命令した。

## 戦闘

### 南軍の配置
8月9日の朝、ジャクソン軍はラピダン川を渉ってカルペパー郡に入り、先頭はリチャード・イーウェル少将師団、続いてチャールズ・S・ワインダー准将師団、後衛はA・P・ヒル少将の師団となっていた。イーウェル師団の前衛であるジュバル・アーリー准将旅団が正午少し前にシーダー山の直ぐ北西、シーダーランの上の尾根を占領している北軍の騎兵隊と砲兵隊に遭遇した。アーリーがその大砲を持ち出し、両軍の間に砲撃戦が開始される中で、アーリーの歩兵隊がカルペパー・オレンジ・ターンパイク（今日のアメリカ国道15号線）の東側、シーダーランの対岸にある高地に戦列を形成した。イーウェル師団の残りが到着して、山の北斜面に右側面を置き、尾根の上にその6門の大砲を据えた。ワインダーの師団はアーリー旅団の左手、ターンパイクの西側に、ウィリアム・タリアフェーロ准将の旅団がアーリー旅団に一番近く、トマス・S・ガーネット大佐の旅団は南軍の最左翼、森の外れの小麦畑に配された。ワインダーの砲兵隊が師団の間にある道路の隙間を埋め、チャールズ・R・ロナルド大佐のストーンウォール旅団が大砲の背後で支援するように配された。A・P・ヒル師団はまだターンパイク上を行軍中であり、南軍左翼の予備隊となるよう命令された。

### 北軍の配置
北軍はシーダーランの上の尾根に前線を布き、サミュエル・クロウフォード准将の旅団が南軍のガーネット旅団と向かい合う右翼となり、クリストファー・C・オーガー准将の師団はターンパイクの東で左翼となった。ジョン・ギアリー准将旅団がターンパイクに接し、タリアフェーロ旅団と向かい合い、ヘンリー・プリンス准将旅団は左翼でイーウェルと対峙した。ジョージ・S・グリーン准将旅団は後方で予備隊とされた。

### 北軍の攻撃
午後5時少し前、砲撃戦が衰え始めた時に、ワインダー准将が砲弾の破片で致命傷を負って倒れた。戦場のワインダー隊の配置はまだ完成していなかった。ガーネットの旅団は南軍の主力前線から孤立しその側面は森であって危険な状態だった。ストーンウォール旅団がこれを支援するために向かうはずだったが、砲兵隊の背後半マイル (800 m) に留まっていた。ワインダー師団の統率が適切に収まる前に北軍の攻撃が始まった。ギアリーとプリンスの部隊が南軍右翼に対して送られた。北軍の前進は迅速であり、南軍の前線を破る怖れが出てきたので、アーリーはその部隊を指揮していたシーダー山から前線に早駆けで降りてくることになった。アーリーが現れて前線を安定させ、南軍の速射によって南軍右翼への北軍の前進が止まった。左翼ではクロウフォード隊が、1個旅団を直接南軍の前線に向かわせ、もう一つの旅団を森を抜けて側面攻撃に向かわせ、ワインダー師団を攻撃した。北軍は森の中から直接第1バージニア連隊の側面に現れ、第1バージニア連隊は2面からの攻撃という圧力を受けて破れ後退した。北軍はその戦線が整うのも待たず前進を続け第42バージニア連隊の側面に回りこんだので、タリアフェーロ旅団や砲兵隊の後方に出てきた。ジャクソンはその砲兵隊が捕獲される前に後退を命じたが、タリアフェーロ隊とアーリー隊の左翼が北軍の前進で激しい打撃を受け崩れそうになった。

### 南軍の反撃
まさにこの火急のときに、ジャクソンが戦場のその場所に馬で乗り入れ、兵士を鼓舞し、遂に以前に指揮をしていたストーンウォール旅団を前線の補強に呼び寄せた。ジャクソンはそこの部隊を元気付ける意図でその剣を振りかざそうとした。しかし、剣を抜くことが滅多に起きていなかったために、鞘の中で錆付いており、抜くことができなかった。ジャクソンは怯まず、鞘ごと剣を頭上で振り回した。続いて後退する騎手から戦闘旗を掴み取り、兵士達に彼の周りに集まるよう叫んだ。ストーンウォール旅団がその指揮官の鼓舞に答え、伸び切って後続がいなかった北軍に攻撃をかけ撃退した。その旅団は後退する北軍の追撃に熱中したあまり、気付いた時は味方前線より前に出て後続がいない状態だった。北軍は態勢を立て直して攻撃し、第4および第25バージニア連隊を後退させたが、ストーンウォール旅団の行動で南軍は態勢を立て直す時間が取れ、A・P・ヒル師団が到着してワインダーの破壊された連隊の穴を埋めた。ジャクソンはヒルとイーウェルに前進を命じた。北軍右翼が直ぐに崩壊した。大砲を黙らせるために手間取ったイーウェル隊は遅れたが、北軍左翼はクロウフォード隊の後退を見て動揺し、遂には南軍アイザック・R・トリンブル准将旅団によるシーダー山を駆け下りる突撃に破られた。

### 南軍の追撃
北軍はグリーンの予備旅団を支援に持ち出したにも拘らず、午後7時までに総退却となった。バンクスはその砲兵隊の退却を援護する最後の土壇場策として騎兵2個大隊を南軍前線に送った。彼らは道のフェンス背後に陣取った南軍歩兵隊から破壊的な一斉射撃を受けることになり、174名中わずか71名だけが逃げ遂せた。南軍の歩兵隊とウィリアム・E・ジョーンズ准将の第7バージニア騎兵隊が激しく退却する北軍を追撃し、北軍前線の1マイル (1.6 km) 後方の作戦本部にいたバンクスとポープを捕獲寸前まで迫った。1マイル半 (2.4 km) の追撃の後、ジャクソンは暗闇が深くなって疲れてきており、またポープ軍の残りが何処にいるかも分かっていなかった。最終的に第7バージニア連隊に捕まった数人の北軍歩兵が、ポープがシーゲル隊をバンクス隊の補強に呼び寄せていることを伝えた。その結果、ジャクソンは追撃を中止し、午後10時頃に戦闘は終わった。

## 戦闘の後
ジャクソンは山の西斜面シーダーランの南においた陣地に2日間留まり、北軍の攻撃を待ったがそれは遂に来なかった。最後はポープ軍全軍が8月12日にカルペパー・コートハウスに到着したという報せが入り、ジャクソンはゴードンスビルに戻ってラピダン川背後にあるより防御力の強い陣地に入った。
ジャクソンは天候と配下の師団長達との意思疎通に欠けていたためにこの戦闘で主導権を取れなかった。バレーから同じように慎重な敵と遭遇することを予測していたので、急襲されて戦場から駆逐されかかるところまでいった。戦闘の最も重要な場面における南軍指揮官の優れた行動と、ヒル師団のタイミングよい到着によって敗北を免れ、最後は勢力的優勢さによって北軍を戦場から駆逐した。北軍ではバンクスがバレーでジャクソンに完璧に敗れたことがあり、以前の損失を補うことを切望していた。強固な陣地で防御的な戦闘を行うよりもポープ軍の残りが到着するまでの時間を稼ぐために、バンクスは勢力で2対1と負けていたにも拘らず、ジャクソン軍の前線が揃う前に主導権を取って攻撃することにした。この大胆な動きはもう少しで成功するところだったが、最後は以前からの敵にまた敗北することになった。
ジャクソンに締りのない大敗北を喫したことで、北軍総司令官ヘンリー・ハレックは危惧の念を抱くようになり、ポープ軍のゴードンスビル進行を中止させた。それによってリーは北バージニア方面作戦での主導権を握れた。この戦闘でバージニア州における戦いは実質的にバージニア半島から北バージニアに移った。